# Heba Khaled El Bourini
 (mai 2024).
Heba Khaled El Bourini, née le 25 août 1994 au Caire, est une gymnaste rythmique égyptienne.

## Biographie
Heba Khaled El Bourini fait ses études à l'English Modern School du Caire ; elle se distingue déjà en gymnastique, que pratiquait sa mère ainsi que son grand-père Lotaif Mahgoub, un pionnier de la gymnastique égyptienne dans les années 1930 ; les critiques la décrivant alors comme une future championne à 12 ans alors qu'elle évolue au Gezira Club.
Elle est médaillée d'or aux Jeux panarabes de 2007 au Caire.
Elle est sacrée championne d'Afrique junior de gymnastique rythmique en 2009 au Caire,.
Elle est ensuite médaillée d'or au ballon aux Championnats d'Afrique de gymnastique rythmique 2010 à Walvis Bay.